# Заговор в Гоа
Заговор в Гоа, Заговор душ Пинтуш (порт. Conjuração dos Pintos, Заговор цыплят) — попытка свергнуть португальское владычество в Гоа в 1787 году.
Многие военные и представители духовенства, коренные жители Индии, чувствовали себя дискриминируемыми в продвижении по службе по расовым мотивам. Образовалась группа заговорщиков во главе с падре Жозе Антониу Гонсалвишем ди Диваром. В неё входил Жозе Куштодиу Фариа, впоследствии известный как аббат Фариа.
Заговор был раскрыт, а участники наказаны властями. Падре Дивару удалось уехать в Бенгалию, аббат Фариа отправился во Францию, где достиг известности. Большинство других клириков, уличенных в заговоре, были заключены на многие годы в крепости Сан-Жулиан-да-Барра в Португалии без какого-либо официального суда. Светские заговорщики после краткого следствия были приговорены к повешению за государственную измену. Их тела четвертовали и сожгли.